# 里仁镇 (仁寿县)
里仁镇，原为里仁乡，是中华人民共和国四川省眉山市仁寿县曾经下辖的一个镇。2019年12月，撤销里仁镇，将其所属行政区域划归视高街道管辖。

## 行政区划
里仁镇撤销前下辖以下地区：
新一村、洪塘村、罗家村、白蜡村和花椒村。